# Pepa Martins de Abreu
Pepita de Abreu (Pepa Martins de Abreu Melo Vieira) (Lisboa, 6 de Julho de 1890 — Lisboa, 17 de Juho de 1962) foi uma actriz, jornalista e escritora portuguesa.

## Biografia
Era filha de Emília de Abreu, também actriz. Ficou conhecida no mundo artístico como "Pepita de Abreu". Estreou-se no Teatro Príncipe Real, no Porto, em 1907. Representou em diversos teatros de Lisboa e Porto e fez digressões por outras localidades, como o Arquipélago dos Açores e o arquipélago da Madeira e pelo Brasil, onde viveu e colaborou em diversos diários e revistas.
Escreveu revistas como Boa Tarde e Manto de Arlequim e traduziu do francês comédias várias. Depois de 27 anos de intensa actividade, revolveu abandonar a cena artística e casar com o coronel Melo Vieira. Contudo, não colocou de parte a sua paixão pelo teatro, tendo fundado, em colaboração com o actor César Viana, O Círculo de Divulgação Teatral, onde efectuou diversas encenações.
Em 1954 participou na comédia teatral Lua de Mel... Entre Três, ao lado de Irene Isidro e António Silva.